# Aplasta rubicapraria
Aplasta rubicapraria là một loài bướm đêm trong họ Geometridae.